# Elezioni parlamentari in Repubblica Ceca del 2013
Le elezioni parlamentari in Repubblica Ceca del 2013 si tennero il 25 ottobre per il rinnovo della Camera dei deputati. In seguito all'esito elettorale, Bohuslav Sobotka, espressione del Partito Social Democratico Ceco, divenne Presidente del Governo, nell'ambito di una coalizione con ANO 2011 e Unione Cristiana e Democratica - Partito Popolare Cecoslovacco.

## Sistema di voto
Per la ripartizione dei seggi si ricorre a un sistema proporzionale puro, con i candidati delle varie liste che sono presentati all'interno di piccole circoscrizioni plurinominali. Per la suddivisione si procede quindi all'applicazione del Metodo D'Hondt dei quozienti e dei resti, rendendo quindi la soglia di sbarramento già intrinseca nella legge elettorale.

## Risultati
| Liste                                                                    | Voti      | %     | Seggi |
| ------------------------------------------------------------------------ | --------- | ----- | ----- |
| Partito Social Democratico Ceco (ČSSD)                                   | 1 016 829 | 20,46 | 50    |
| ANO 2011                                                                 | 927 240   | 18,66 | 47    |
| Partito Comunista di Boemia e Moravia (KSČM)                             | 741 044   | 14,91 | 33    |
| TOP 09                                                                   | 596 357   | 12,00 | 26    |
| Partito Democratico Civico (ODS)                                         | 384 174   | 7,73  | 16    |
| Alba della Democrazia Diretta (ÚSVIT)                                    | 342 339   | 6,89  | 14    |
| Unione Cristiana e Democratica - Partito Popolare Cecoslovacco (KDU-ČSL) | 336 970   | 6,78  | 14    |
| Partito dei Verdi (SZ)                                                   | 159 025   | 3,20  | –     |
| Partito Pirata Ceco (PIRÁTI)                                             | 132 417   | 2,66  | –     |
| Partito dei Liberi Cittadini (Svobodní)                                  | 122 564   | 2,47  | –     |
| Partito dei Diritti Civili (SPOZ)                                        | 75 113    | 1,51  | –     |
| Partito Operaio della Giustizia Sociale (DSSS)                           | 42 096    | 0,85  | –     |
| Movimento Politico Cambiamento (Změna)                                   | 28 592    | 0,58  | –     |
| A Testa Alta - Blocco Elettorale                                         | 21 241    | 0,43  | –     |
| Sovranità - Partito del Senso Comune                                     | 13 538    | 0,27  | –     |
| Partito dei Privati della Repubblica Ceca                                | 13 041    | 0,26  | –     |
| Corona Ceca                                                              | 8 932     | 0,18  | –     |
| Altri <0,10%                                                             | 7 662     | 0,15  | –     |
| Totale                                                                   | 4 969 984 | 100   | 200   |

## Conseguenze
Bohuslav Sobotka, leader della forza socialdemocratica, porta il suo partito alla maggioranza relativa dei consensi col 20,45%, in calo di circa un punto e mezzo rispetto al 2010. In particolare, questa forza sembra aver ceduto consensi alle liste di sinistra più radicali come il Partito Comunista di Boemia e Moravia, che avanza di quasi tre punti percentuali e mezzo rispetto alla precedente elezione con il suo leader Vojtěch Filip.
Secondo partito è invece il partito di protesta ANO 2011 del magnate Andrej Babiš, che è andata molto vicina alla vittoria: lo scarto è stato di meno di due punti e mezzo, benché i sondaggi avessero visto nella lista (indicata talvolta come terzo partito) un bacino elettorale più basso e fosse dato distante dai 7 ai 10 punti rispetto ai socialdemocratici.
Le destre più tradizionali, identificate nei tre partiti TOP 09 (11,99%), KDU-ČSL (6,68%) e ODS (7,72%) raggiungono poco più di un quarto dei voti, perdendo ben 28 rappresentanti rispetto a 3 anni prima.
Fuori dall'emiciclo rimangono i verdi e i pirati, non riuscendo ad eleggere alcuno dei loro candidati. Il parlamento che nasce da questo suffragio, la cui affluenza è stata del 62%, si presenta quindi assai frammentato.
Dopo lunghe trattative, il 6 gennaio 2014 è stato trovato un accordo di governo, tra il Partito Social Democratico, ANO 2011 e l'Unione Cristiana e Democratica - Partito Popolare Cecoslovacco: il leader del primo partito che è diventato capo di governo e i leader delle altre due formazioni sono diventati i suoi vice.